# Société de réanimation de langue française
La Société de réanimation de langue française (SRLF), est une société savante (association loi de 1901) créée le 16 janvier 1971. 
Son siège social est domicilié au 48 avenue Claude-Vellefaux, Xe arrondissement de Paris. Elle compte en 2020 5193 membres. 
La SRLF contribue à la formation continue, l’enseignement post-universitaire, la promotion de la recherche clinique et l’évaluation du secteur de la réanimation à l’hôpital. 
Ses objectifs principaux sont l’amélioration des soins en urgences vitales et en réanimation, et la promotion de ces derniers auprès des organismes officiels et publics. Mais, la SRLF tente aussi d’accroitre ses relations avec d’autres associations ou sociétés de réanimation dans d’autres pays, notamment avec les pays francophones afin de développer la politique officielle de la Francophonie. 
Pour parvenir à ses objectifs, la SRLF développe, diffuse et promeut des travaux autour de plusieurs thèmes comme la réflexion éthique, la recherche clinique, les bonnes pratiques à mettre en place et leur évaluation.

## Actions
- Conférences de consensus au niveau international organisées en partenariat avec plusieurs autres sociétés/associations pour la réanimation (european society of intensive care medecine, society of critical care medecine, etc.)
- Conférences d’experts.
- Subventions pour des études de faisabilité ou pour la recherche clinique.
- Publication d’une revue bimestrielle (« Médecine Intensive Réanimation »), auto-éditée, de deux ouvrages scientifiques (« actualités en réanimation »/ « réanimation Europe »), de deux guides d’évaluation des outils utilisés en réanimation et en service d’urgences.
- Depuis mars 2011, publication d'une revue mensuelle en langue anglaise et indexée dans le moteur de référencement Pubmed : Annals of Intensive Care, éditée par Springer.
- Organisation de formations, de séminaires ou de congrès (par exemple, le congrès National, tous les ans en janvier, au CNIT de la défense jusqu'en 2015 puis à Paris Expo Porte de Versailles, en partenariat avec la société de kinésithérapie en réanimation). Depuis 2019, le congrès Réanimation se déroule au Palais des Congrès, Porte Maillot à Paris.
- Élaboration de référentiels/recommandations de bonnes pratiques dans le domaine de la réanimation ou des urgences.
- Publications hebdomadaires de commentaires d'articles scientifiques internationaux dans le domaine de la médecine d'urgence (lettres REACTU)

Une partie de leurs travaux (référentiels, vidéos des conférences, etc.) sont disponibles sur leur site internet.